# Андронников, Максимилиан Александрович
Максимилиа́н Алекса́ндрович Андро́нников (позывной — Це́зарь; род. 19 марта 1974, Сочи, Краснодарский край) — русский ультраправый активист, участник российско-украинской войны (с 2022), заместитель командира Легиона «Свобода России» по военно-гражданскому сотрудничеству. Также являлся членом Съезда народных депутатов под руководительством Ильи Пономарёва.

## Биография
Родился 19 марта 1974 года в Сочи. По собственным словам, имеет образование в области педагогики и работал тренером по стрельбе из лука в Санкт-Петербурге. Называл себя правым националистом.
Андронникова приглашали в качестве свидетеля по делу 2012 года о возможном военном перевороте, который, по версии следствия, планировали несколько человек под руководством Владимира Квачкова в Екатеринбурге. Андронников, который в то время возглавлял петербургский «военно-патриотический клуб», не был обвинён по этому делу.
Андронников был членом ультранационалистической организации Русское имперское движение (РИД), выступавшей против Владимира Путина, но в то же время взаимодействующей с пророссийскими боевиками в конфликте на Донбассе. Член РИД, который был знаком с Андронниковым, сообщил, что тот покинул организацию перед началом российско-украинской войны в 2014 году. В 2020 году РИД было признано Госдепартаментом США глобальной террористической группировкой. Госсекретарь Майк Помпео заявил, что РИД «провело полувоенную подготовку для неонацистов в Европе».
С началом полномасштабного вторжения России против Украины Андронников присоединился к «легиону Свобода России», решив что «не может оставаться в стороне, смотреть на эти зверства и быть молчаливым соучастником этих преступлений».
Участвовал в боях за Бахмут и рейдах в приграничные районы РФ. В мае 2023 года после рейда в Белгородскую область МВД России объявило Андронникова в розыск.

## Личная жизнь
Женат, имеет четверо детей. Относит себя к христианской вере.